# Kegen
Kegen (kasachisch und russisch Кеген) ist ein Ort im Südosten Kasachstans.

## Geografie
Kegen liegt im Südosten Kasachstans im Gebiet Almaty etwa 190 Kilometer östlich von Almaty in den nördlichen Ausläufern des Tian Shan im Kungej-Alatau auf einer Höhe von fast 1900 Metern. Der Ort befindet sich in einer Senke, die vom Scharyn, der im Mittellauf ebenfalls Kegen genannt wird, durchflossen wird. Dieser trennt das Ketmen-Gebirge und den Kungej-Alatau voneinander.
Inn Kegen gibt es feuchtes Kontinentalklima, was der effektiven Klimaklassifikation Dfa entspricht. Die Winter sind ziemlich kalt mit einer Durchschnittstemperatur von −5 °C im Januar, die Sommer sind warm mit durchschnittlichen Temperaturen von 20 °C in den Sommermonaten. Das ganze Jahr über gibt es ausreichend Niederschlag.

## Bevölkerung
Bei der Volkszählung 1999 hatte Kegen 8.078 Einwohner. Die letzte Volkszählung 2009 ergab für den Ort eine Einwohnerzahl von 9.049. Bei der letzten Volkszählung 2021 lebten 8.740 Menschen in Kegen. Die Fortschreibung der Bevölkerungszahl ergab zum 1. Januar 2025 eine Einwohnerzahl von 8.069.
| Einwohnerentwicklung               | Einwohnerentwicklung | Einwohnerentwicklung | Einwohnerentwicklung | Einwohnerentwicklung | Einwohnerentwicklung | Einwohnerentwicklung | Einwohnerentwicklung |
| 1939                               | 1970                 | 1979                 | 1989                 | 1999                 | 2009                 | 2021                 |                      |
| ---------------------------------- | -------------------- | -------------------- | -------------------- | -------------------- | -------------------- | -------------------- | -------------------- |
| 1.262                              | 5.448                | 7.923                | 9.768                | 8.078                | 9.049                | 8.740                |                      |
| Anmerkung: Volkszählungsergebnisse |                      |                      |                      |                      |                      |                      |                      |

## Verkehr
Kegen ist an das kasachische Fernstraßennetz angeschlossen. Durch den Ort führt die Fernstraße A6, die in nördlicher Richtung über Kökpek bis nach Schelek führt. In Richtung Süden gelangt man auf ihr zur kirgisischen Grenze, wo sie weiter bis nach Tüp führt. Außerdem zweigt in Kegen die regionale Fernstraße nach Narynqol an der chinesischen Grenze ab, die dort endet.

## Söhne und Töchter des Ortes
- Samanbek Nurqadilow (1944–2005), Politiker